# Голощёкин, Давид Семёнович
Давид Семёнович Голощёкин (род. 10 июня 1944, Москва) — джазовый мультиинструменталист и композитор, народный артист Российской Федерации (1999).
Играет на таких инструментах, как скрипка, фортепиано, флюгельгорн, саксофон, контрабас, вибрафон, ударные.

## Биография
Его отец, Семён Давидович Голощёкин, работал на киностудии «Ленфильм»; мать, Нина Петровна Голощёкина (урожд. Пухова), была выпускницей балетной студии. Окончил Ленинградское музыкальное училище им. Н. А. Римского-Корсакова. Впервые выступил как музыкант на джазовом фестивале «Таллин-1961». Работал в различных джазовых группах, в том числе у Эдди Рознера.
В 1963 году в Ленинграде основал собственный джазовый «Ансамбль Голощёкина». Как исполнитель тяготеет к классическому джазу. В 1971 году во время гастролей Дюка Эллингтона в Ленинграде играл перед знаменитым джазменом, а после и вместе с ним. Сам Эллингтон высоко оценил выступление Голощёкина. В 1977 году записал пластинку «Джазовые композиции», где исполнил практически все инструментальные партии. Снялся в нескольких кинофильмах. В 1989 году основал в Ленинграде Государственную филармонию джаза. В 1994 году — петербургский джазовый фестиваль «Свинг белой ночи».
Давид Семёнович является бессменным лидером московско-петербургского джазового ансамбля «Четверо», в состав которого также входят пианист Алексей Подымкин, барабанщик Виктор Епанешников и контрабасист Сергей Васильев. Особенность коллектива в том, что он объединяет заслуженных джазовых исполнителей и молодых музыкантов, тем самым подчёркивая связь двух поколений.
Является профессором Российского государственного педагогического университета им. А.И. Герцена.

## Дискография
- Джаз-оркестр п/у И.Вайнштейна — LP, 1979 (записи 1959 года), Давид Голощёкин (ф-но)
- Ленинградский инструментальный ансамбль п/у Давида Голощёкина — LP, 1972
- Ленинградский инструментальный ансамбль п/у Давида Голощёкина — LP, 1975
- Эстрадно-инструментальные ансамбли Ленинграда / Руководители Юрий Рейтман, Давид Голощёкин — LP, 1976
- Давид Голощёкин. Джазовые композиции — LP, (1977)
- Участие в сборниках «Ленинградские инструментальные ансамбли» — LP, 1973, 1976, 1980
- Ленинградский ансамбль джазовой музыки п/р Давида Голощёкина «Пятнадцать лет спустя» — LP, 1983
- Коллаж «Джазовые пианисты Ленинграда» — LP, 1987
- «Lilac Hour» David Goloschokin Band with Ella Trafova — CD, 1994 («The Very Thought of You»)
- «Tenderly, tenderly and only tenderly» Jazz Old trio meets David Goloschokin — CD, 1994 («Green Dolphin Street»)
- «The Great Russian Jazz Violin» David Goloschokin Live at the Jazz Philharmonic Hall — CD, 1995 («Life in the Modern World»)
- «I Remember…» Ella Trafova & David Goloschokin quartet — CD, 1998
- Four (Четверо) — CD, 2000
- Избранное — CD, 2004
- Four 2 (Четверо 2) — CD, 2008

Также принимал участие в записях с оркестром Иосифа Вайнштейна в 1962—1967 годах (Д 10879-80, Д 19159-60, С60 11007-08)

## Фильмография

### Композитор
- 1990 — Когда святые маршируют
- 1993 — Гладиатор по найму
- 1993 — Хромые идут первыми
- 2010 — В стиле Jazz
- 2019 - Конец сезона
- 2024 — Он и есть джаз!

### Актёр
- 1976 — Город. Осень. Ритм. — исполнение соло на скрипке в сопровождении Ансамбля Голощёкина
- 1984 — Вместе с Дунаевским
- 1988 — Будни и праздники Серафимы Глюкиной
- 1990 — Когда святые маршируют
- 2024 — Он и есть джаз!

## Радиоведущий
- 1995 — по настоящее время. Ведущий передачи «Джазовый калейдоскоп» на Радио Петербург
- Январь 2008 — июнь 2011. Ведущий передачи «Весь этот джаз» на Радио «Рокс»
- ноябрь 2011 — по настоящее время. Ведущий передачи «Весь этот джаз» на Радио «Эрмитаж»

В конце каждой передачи Д. С. Голощёкин дарит радиослушателям пароль (т. н. «Пароли Голощёкина»), с которым в определённый день можно с существенной скидкой посетить Филармонию джазовой музыки.

## Награды и звания
- Заслуженный артист РСФСР (13 сентября 1991 года) — за заслуги в области советского искусства[6].
- Народный артист Российской Федерации (22 ноября 1999 года) — за большие заслуги в области искусства[7].
- Орден Почёта (12 июня 2004 года) — за многолетнюю плодотворную деятельность в области культуры и искусства[8].
- Почётный диплом Законодательного собрания Санкт-Петербурга (16 июня 2004 года) — за выдающийся вклад в развитие культуры и искусства в Санкт-Петербурге и в связи с 60-летием со дня рождения[9].
- Орден Дружбы (21 ноября 2015 года) — за заслуги в развитии отечественной культуры и искусства, многолетнюю плодотворную деятельность[10].
- Нагрудный знак «За заслуги перед польской культурой».
- Орден Восходящего солнца (2017 год, Япония)[11].
- Благодарность Законодательного собрания Санкт-Петербурга (22 мая 2019 года) — за выдающиеся личные заслуги в области культуры и искусства в Санкт-Петербурге, огромный вклад в развитие и популяризацию джаза, а также в связи с 50-летием со дня создания ансамбля Давида Голощёкина и 75-летием со дня рождения[12].
- Почётная грамота Президента Российской Федерации (25 января 2020 года) — за заслуги в развитии отечественной культуры и искусства, многолетнюю плодотворную деятельность[13].
- Международная премия «Балтийская звезда» (2020)[14].
- Почётный гражданин Санкт-Петербурга (22 мая 2024 года)[15].
- Орден «За заслуги перед Отечеством» IV степени (22 июня 2024 года) — за большой вклад в развитие отечественной культуры и искусства, многолетнюю плодотворную деятельность[16].